# Đội tuyển Fed Cup Phần Lan
Đội tuyển Fed Cup Phần Lan đại diện Phần Lan ở giải đấu quần vợt Fed Cup và được quản lý bởi Hiệp hội Quần vợt Phần Lan. Đội hiện tại thi đấu ở Nhóm II khu vực Âu/Phi, hụt mất cơ hội thăng hạng Nhóm I năm 2016.

## Lịch sử
Phần Lan tham gia kì Fed Cup đầu tiên vào năm 1968. Thành tích tốt nhất của họ là vào đến tứ kết năm 1993.